# Nick Bril
Nick Bril (1984) is een Nederlandse chef-kok die het tweesterrenrestaurant The Jane in Antwerpen runde. Naast kok is hij ook dj en draaide hij op grote festivals zoals Tomorrowland en Extrema Outdoor.

## Biografie
Bril is afkomstig uit Zeeland en volgde zijn opleiding bij Ter Groene Poorte in Brugge. Hij heeft als souschef gewerkt bij Oud Sluis en opende in 2014 samen met Sergio Herman The Jane in Antwerpen, waar Bril de dagelijkse leiding had. In 2021 werd hij de volledige eigenaar van The Jane nadat Herman besloot uit de zaak te stappen.
In 2018 verscheen zijn eerste boek Nick Bril - 33.
Bril behaalde in 2018 bij The Best Chef Awards een 15de plek.
In 2023 deed hij mee aan Special Forces: Wie durft wint op VTM.
Op 8 januari 2024 reed Bril met zijn auto een stagiair aan op de parkeerplaats van The Jane. Bril legde een positieve alcoholtest af (1,67 promille). Zijn rijbewijs werd ingenomen. Het slachtoffer is in kritieke toestand in het ziekenhuis opgenomen en verloor beide benen.

## Privé
Bril is getrouwd en heeft twee kinderen.